# Megachile pluto
Megachile pluto (Synonym Chalicodoma pluto) ist eine Art aus der Gattung Megachile (Mörtel- und Blattschneiderbienen) aus der Ordnung der Hautflügler. Die nach ihrem Entdecker Alfred Russel Wallace auch als Wallace’s Giant Bee („Wallace-Riesenbiene“) bezeichnete Biene gilt als größte Bienenart der Welt.

## Merkmale
Die Weibchen sind von intensiver schwarzer Farbe und haben eine Körperlänge von mehr als 23 mm. Die größten aufgefundenen Exemplare erreichten 39 mm und eine Flügelspannweite bis 63 mm. Ihr massiver Kopf ist mit 13 mm eher breiter als der Thorax und trägt übergroße vorstehende, am Ende dreizähnige Mandibeln. Die Stirnplatte ist dreizähnig und schwarz glänzend. Das Labrum ist vergrößert und mit dünn gestreuten aufrechten starren Haaren besetzt. Der Thorax ist dicht mit schwarzen kurzen Haaren bedeckt. Die Flügel sind bräunlich und glänzend. Die Beine sind kräftig, die Tibiae sehr robust. Das Abdomen ist oben mit kurzen schwarzen, unten mit anliegenden starren Haaren bedeckt.
Die Körperlänge der Männchen liegt zwischen 18 und 23 mm.

## Verbreitung
Alfred Russel Wallace fand 1859 ein einzelnes weibliches Exemplar auf der Insel Bacan im nördlichen Bereich der Molukken. Erst 1981 entdeckte der amerikanische Biologe Adam Messer auf den Bacaninseln (Inseln Bacan, Halmahera, Tidore) insgesamt sechs Nester. Die seltenen Bienen waren den Einheimischen nicht bekannt.
Nachdem es seit 1981 keine neuen Sichtungen gegeben hatte, gab es Befürchtungen, dass die Art ausgestorben sei, bis eine Expedition im Januar 2019 auf den nördlichen Molukken erneut einige Exemplare entdeckte.

## Lebensweise
Alle aufgefundenen Nester befanden sich innerhalb von bewohnten Termitennestern der Gattung Microcerotermes, die die Termiten in Ästen und Stämmen von Bäumen angelegt hatten. Jedes Nest wurde von bis zu sechs Weibchen gemeinsam genutzt. Aus Holzfasern und Harz bauen die Tiere eine vertikale Hauptröhre in das Termitennest, von der aus sie Brutzellen und eine horizontale Zugangsröhre anlegen. Das Harz-Holzfaser-Gemisch härtet zu einem schwarzen wasserfesten Material aus, das den Termiten den Zugang zum Bienennest verwehrt. Das Harz gewinnen die Weibchen, indem sie mit den Spitzen ihrer großen Mandibeln kleine Brocken von den Bäumen kratzen, die sie danach durch Schaben mit dem Labrum zu Kugeln bis 10 mm Durchmesser formen.
Im größten von Adam Messer vorgefundenen Nest waren 25 von 157 Brutzellen belegt. Die genutzten Zellen besitzen einen stechenden harzigen Geruch, der beim Aushärten des Materials verloren geht. Die Bienen überziehen die Zellen mehrfach mit neuen Schichten des aromatischen Harzes von Flügelfruchtgewächsen. Möglicherweise nutzen die Tiere die fungiziden Eigenschaften des Harzes, um ihre Nester gegen mit Pollen eingeschleppte Pilzsporen zu schützen.